# Luchthaven Luxor
Luchthaven Luxor (IATA: LXR, ICAO: HELX) is de belangrijkste luchthaven van de stad Luxor, Egypte. Het is gelegen 6 km ten oosten van de stad, 12 km van het stadscentrum.
Veel luchtvaartmaatschappijen gebruiken de luchthaven, aangezien Luxor een geliefde bestemming is voor hen die de Nijl en de Vallei der Koningen bezoeken.
In 2004 bediende de luchthaven 2.123.898 passagiers (+28,9% ten opzichte van 2003). Ten gevolge van de toenemende drukte is de luchthaven onlangs zodanig uitgebreid dat deze tot 8 miljoen passagiers per jaar kan verwerken.
Reizigersvoorzieningen omvatten 48 incheckbalies, 8 pieren, 5 bagagebanden, een postkantoor, een bank, een wisselkantoor, een geldautomaat, restaurants, cafetaria's, een VIP-lounge, een belastingvrijwinkel, een kranten- en tabakswinkel, een drogisterij, een cadeauwinkel, een reisbureau, een helpdesk voor toeristen, autoverhuur, eerste hulp, een baby/ouder-kamer, voorzieningen voor gehandicapten en een businesscentrum.
Voorzieningen voor vrachtvervoer omvatten vriesopslag, dierenquarantine, verwerking van levende have, gezondheidsmedewerkers, röntgenapparatuur en ontsmettingsapparatuur.
Vrachtvervoer voor de luchthaven geschiedt door Egyptair Cargo.

## Luchtvaartmaatschappijen en bestemmingen
- Air Arabia - Sharjah
- ArkeFly - Amsterdam
- Bahrain Air -  Bahrain

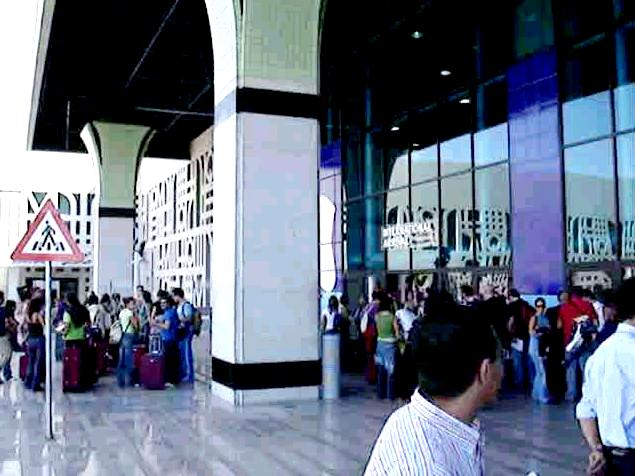
Luxor International Airport

- Corendon Dutch Airlines - Amsterdam
- EasyJet - Londen-Gatwick
- Edelweiss Air - Zürich
- EgyptAir - Abu Simbel, Aswan, Cairo, Koeweit, Londen-Heathrow
- EgyptAir Express - Abu Simbel, Aswan, Cairo, Marsa Alam, Sharm el-Sheikh
- Flydubai - Dubai
- Jazeera Airways - Koeweit
- Jetairfly - Brussel
- Luxair - Luxemburg
- Qatar Airways - Doha
- Thomas Cook Airlines - Londen-Gatwick, Manchester
- Thomsonfly - Birmingham, Londen-Gatwick, Manchester
- Transavia - Amsterdam
- Transavia France - Parijs-Orly
- TUIfly - Berlijn-Tegel, Keulen/Bonn, Düsseldorf, Frankfurt, Hannover, München, Stuttgart (seizoensgebonden)